# Capa coral
La capa coral es la capa que con la muceta constituye el traje canonical para el coro. 
Teniendo cola indicaba jurisdicción o lo que es lo mismo, que el que la vestía era canónigo o de corpore capituli por la jurisdicción que a éste compete. Por esta razón carecía de ese apéndice o era del todo redonda la de los racioneros y prebendados que no tenían canongía, ni por tanto, voto en el cabildo de canónigos. Por eso, tal vez, cuando en algunas catedrales se ha dado asiento en el coro a los capellanes o beneficiados asistentes, creados por el Concordato de 1851 y permitido por lo tanto el traje coral, no se les ha dado sino capa redonda. 
En la actualidad la capa coral forma parte del hábito de numerosos cabildos catedrales y colegiales, aunque siempre sin cola.